# اونکالا
اونکالا (به اسپانیایی: Oncala) یکی از دهستان های اسپانیا است که در سریا واقع شده‌است.

## خصوصیات
اونکالا ۳۹ کیلومترمربع مساحت و ۱۰۵ نفر جمعیت دارد.